# Paus Gregorius XII
Paus Gregorius XII, geboren als Angelo Correr (Venetië, 1325 – Recanati, 18 oktober 1417) was paus van 30 november 1406 tot aan zijn aftreden op 4 juli 1415.

## Biografie
Gregorius kwam uit een oude patriciërsfamilie en was de zoon van Niccolò di Pietro en Polissena. Na zijn studie theologie werd hij aangesteld als kanunnik in de kathedraal van Venetië. Op voordracht van de Venetiaanse senaat werd hij benoemd als diaken van de kerk van Corona op 23 maart 1377, een post die hij zou behouden tot 1390. Hij was tevens professor theologie aan de universiteit van Bologna.
Na diverse kerkelijke ambten werd hij op 12 juni 1405 tot kardinaal-priester van San Marco te Rome gecreëerd. Na de dood van paus Innocentius VII op 6 november 1406 vond het conclaaf plaats en op 30 november 1406 werd hij gekozen tot paus Gregorius XII; zijn kroning vond plaats op 19 december in de oude Sint-Pietersbasiliek.
Gregorius werd gekozen in een tijd van grote verdeeldheid binnen de Rooms-Katholieke Kerk, het Westers Schisma. Hij kon rekenen op de steun van enkele Italiaanse prinsen en Ladislaus van Napels, die aan de paus in Rome zijn erkenning als koning van Napels te danken had. De tegenpaus Benedictus XIII in Avignon kende ook nog steeds een grote steun. Bij aanvang van het conclaaf was bepaald dat het oplossen van het schisma de hoogste prioriteit was. Alle kardinalen bij het conclaaf werd meegedeeld dat als het probleem te zijner tijd opgelost zou worden, het aan het College van Kardinalen vrijstond een nieuwe paus te kiezen in overeenstemming met alle nu nog strijdende partijen. Indien nodig zou dan de paus die in 1406 gekozen werd terugtreden, evenals de tegenpaus Benedictus (of zijn opvolger).
Na zijn verkiezing wilde Gregorius aanvankelijk toenadering zoeken tot Benedictus XIII om samen tot een oplossing te komen. Afgesproken werd om een bijeenkomst te organiseren in het Italiaanse Savona in Ligurië. Het waren de familieleden van Gregorius en Ladislaus van Napels (1399-1414) die Gregorius ervan weerhielden om af te reizen, hoewel er bij Gregorius zelf ook de angst bestond dat hij eventueel gevangengenomen zou kunnen worden door de rivaliserende partij.
Deze stagnatie zorgde voor onvrede bij de kardinalen, die Gregorius aan zijn belofte tijdens het conclaaf bleven herinneren. Om de kardinalen aan zich te blijven binden riep Gregorius XII op 4 mei 1408 een vergadering van kardinalen in Lucca bijeen, waarbij hij hen verbood de stad te verlaten. Om de steun aan hem te vergroten creëerde hij tevens vier kardinalen (inclusief 2 kardinaal-nepoten, waaronder de latere paus Eugenius IV), ondanks een andere belofte die tijdens het conclaaf was gemaakt: de nieuwe paus zou geen nieuwe kardinalen creëren.

### Concilie van Pisa
Zeven kardinalen besloten toch in het geheim te vertrekken en gingen onderhandelingen aan met de (pseudo)kardinalen van Benedictus XIII. Zij besloten het Concilie van Pisa (1409) bijeen te roepen, waarbij beide pausen aanwezig zouden moeten zijn. Via een afzettingsprocedure zou er door de kardinalen vervolgens een nieuwe paus gekozen worden.
Beide pausen lieten echter verstek gaan, waarop het concilie besloot om beide pausen af te zetten als schismatisch, ketters en plegers van meineed. Petrus Philarges werd door de kardinalen gekozen tot (tegen)paus Alexander V, waardoor het conflict alleen maar verhevigd werd: een periode van drie pausen:
- Gregorius XII: met de steun van o.a. Duitsland en Italië
- Benedictus XIII: met de steun van Spanje, Sardinië, Schotland, Corsica en een deel van Frankrijk
- Alexander V: met de steun van het grootste deel van Frankrijk en talrijke hervormingsgezinde orden

Tegelijkertijd was door Gregorius XII, die nog 10 kardinalen had gecreëerd, een concilie in Cividale del Friuli bij Aquileia bijeengeroepen, die overigens door een kleine groep werd bezocht. Tijdens deze bijeenkomst werden de tegenpausen Alexander V en Benedictus XIII op hun beurt veroordeeld tot vernietigers van de kerk en afgezet, maar hun oproep ging onopgemerkt voorbij.

### Concilie van Konstanz
Uiteindelijk bracht het Concilie van Konstanz (1414-1418), dat op aandrang van Sigismund van het Heilige Roomse Rijk bijeengeroepen werd, de oplossing. Gregorius XII liet zich op deze bijeenkomst onder andere vertegenwoordigen door Carlo I Malatesta. Op 4 juli 1415 diende Malatesta namens Gregorius zijn ontslag in, wat door alle kardinalen geaccepteerd werd. De aanstellingen van de kardinalen door Gregorius werden erkend om zo de Correr-familie te vriend te houden. Ook Benedictus XIII, afgezet in 1417 en levend in ballingschap in Spanje tot aan zijn dood in 1423, en Johannes XXIII (de tegenpaus die als opvolger van Alexander V in 1410 was gekozen, en vanaf 20 maart 1417 leefde in gevangenschap) werden afgezet. Hierdoor kwam een einde aan het Westers Schisma.
Gregorius werd benoemd tot kardinaal-bisschop van Porto-Santa Rufina en legaat in Ancona. Besloten werd om geen nieuwe paus te kiezen totdat Gregorius zou zijn overleden.

## Overlijden
Gregorius overleed op 18 oktober 1417 te Recanati, de plaats waar hij de laatste jaren van zijn leven verbleef. Zijn lichaam werd bijgezet in de kathedraal van Recanati.
Op 11 november 1417 werd Oddone Colonna gekozen tot paus Martinus V.

## Kerkelijke functies
| Positie                                  | Data                            |
| ---------------------------------------- | ------------------------------- |
| Kanunnik van kathedraal van Venetië      |                                 |
| Diaken van de kerk van Corona            | 23 maart 1377 - 1390            |
| Bisschop van Castello                    | oktober 1380 – 21 november 1390 |
| Bisschop van Negreponte                  |                                 |
| Patriarchaat van Constantinopel          | 1 december 1390                 |
| Administrateur van bisdom Coron          | 20 april 1395 - 1413            |
| Kardinaal-priester van San Marco te Rome | 12 juni 1405                    |
| Paus Gregorius XII                       | 30 november 1406 – 4 juli 1415  |
| Kardinaal-bisschop Porto en Santa Rufina | 4 juli 1415 – 18 oktober 1417   |

## Tijdslijn Westers Schisma en Conciliarisme
|             | Westers Schisma | Westers Schisma | Westers Schisma | Westers Schisma | Westers Schisma | Westers Schisma | Westers Schisma | Westers Schisma | Westers Schisma | Westers Schisma | Westers Schisma | Westers Schisma | Westers Schisma | Westers Schisma | Westers Schisma | Westers Schisma | Westers Schisma | Westers Schisma | Westers Schisma | Westers Schisma | Westers Schisma | Westers Schisma | Westers Schisma | Westers Schisma | Westers Schisma | Westers Schisma | Westers Schisma | Westers Schisma | Westers Schisma | Westers Schisma | Westers Schisma | Westers Schisma | Westers Schisma | Westers Schisma | Westers Schisma | Westers Schisma | Westers Schisma | Westers Schisma | Westers Schisma | Westers Schisma | Westers Schisma | Westers Schisma | Westers Schisma | Westers Schisma | Westers Schisma | Conciliarisme   | Conciliarisme   | Conciliarisme   | Conciliarisme   | Conciliarisme   | Conciliarisme   | Conciliarisme | Conciliarisme | Conciliarisme  | Conciliarisme  | Conciliarisme  | Conciliarisme  | Conciliarisme  | Conciliarisme | Conciliarisme | Conciliarisme | Conciliarisme | Conciliarisme | Conciliarisme | Conciliarisme | Conciliarisme | Conciliarisme | Conciliarisme | Conciliarisme | Conciliarisme | Conciliarisme | Conciliarisme | Conciliarisme | Conciliarisme | Conciliarisme | Conciliarisme | Conciliarisme |
|             | 1378            |                 |                 |                 |                 |                 |                 |                 |                 |                 |                 | 1389            | 1389            |                 |                 |                 |                 | 1394            | 1394            |                 |                 |                 |                 |                 |                 |                 |                 |                 | 1404            | 1404            | 1406            | 1406            |                 |                 | 1409            | 1410            | 1410            |                 |                 |                 |                 | 1415            |                 | 1417            |                 |                 |                 |                 |                 | 1423            | 1423            |               | 1425          |                |                |                | 1429           |                | 1431          | 1431          |               |               |               |               |               |               |               | 1439          |               |               |               |               |               |               |               | 1447          |               |
| Rome        | Urbanus VI      | Urbanus VI      | Urbanus VI      | Urbanus VI      | Urbanus VI      | Urbanus VI      | Urbanus VI      | Urbanus VI      | Urbanus VI      | Urbanus VI      | Urbanus VI      | Urbanus VI      | Bonifatius IX   | Bonifatius IX   | Bonifatius IX   | Bonifatius IX   | Bonifatius IX   | Bonifatius IX   | Bonifatius IX   | Bonifatius IX   | Bonifatius IX   | Bonifatius IX   | Bonifatius IX   | Bonifatius IX   | Bonifatius IX   | Bonifatius IX   | Bonifatius IX   | Bonifatius IX   | Bonifatius IX   | Innocentius VII | Innocentius VII | Innocentius VII | Gregorius XII   | Gregorius XII   | Gregorius XII   | Gregorius XII   | Gregorius XII   | Gregorius XII   | Gregorius XII   | Gregorius XII   | Gregorius XII   | Gregorius XII   | Gregorius XII   |                 | Martinus V      | Martinus V      | Martinus V      | Martinus V      | Martinus V      | Martinus V      | Martinus V      | Martinus V    | Martinus V    | Martinus V     | Martinus V     | Martinus V     | Martinus V     | Martinus V     | Martinus V    | Martinus V    | Eugenius IV   | Eugenius IV   | Eugenius IV   | Eugenius IV   | Eugenius IV   | Eugenius IV   | Eugenius IV   | Eugenius IV   | Eugenius IV   | Eugenius IV   | Eugenius IV   | Eugenius IV   | Eugenius IV   | Eugenius IV   | Eugenius IV   | Eugenius IV   | Eugenius IV   |
| Tegenpausen |                 |                 |                 |                 |                 |                 |                 |                 |                 |                 |                 |                 |                 |                 |                 |                 |                 |                 |                 |                 |                 |                 |                 |                 |                 |                 |                 |                 |                 |                 |                 |                 |                 |                 |                 |                 |                 |                 |                 |                 |                 |                 |                 |                 |                 |                 |                 |                 |                 |                 |                 |               |               |                |                |                |                |                |               |               |               |               |               |               |               |               |               |               |               |               |               |               |               |               |               |               |               |
| Avignon (1) | Clemens VII     | Clemens VII     | Clemens VII     | Clemens VII     | Clemens VII     | Clemens VII     | Clemens VII     | Clemens VII     | Clemens VII     | Clemens VII     | Clemens VII     | Clemens VII     | Clemens VII     | Clemens VII     | Clemens VII     | Clemens VII     | Clemens VII     | Clemens VII     | Benedictus XIII | Benedictus XIII | Benedictus XIII | Benedictus XIII | Benedictus XIII | Benedictus XIII | Benedictus XIII | Benedictus XIII | Benedictus XIII | Benedictus XIII | Benedictus XIII | Benedictus XIII | Benedictus XIII | Benedictus XIII | Benedictus XIII | Benedictus XIII | Benedictus XIII | Benedictus XIII | Benedictus XIII | Benedictus XIII | Benedictus XIII | Benedictus XIII | Benedictus XIII | Benedictus XIII | Benedictus XIII | Benedictus XIII | Benedictus XIII | Benedictus XIII | Benedictus XIII | Benedictus XIII | Benedictus XIII | Benedictus XIII | Benedictus XIII | Clemens VIII  | Clemens VIII  | Clemens VIII   | Clemens VIII   | Clemens VIII   | Clemens VIII   | Clemens VIII   |               |               |               |               |               |               |               |               |               |               |               |               |               |               |               |               |               |               |               |
| Avignon (2) |                 |                 |                 |                 |                 |                 |                 |                 |                 |                 |                 |                 |                 |                 |                 |                 |                 |                 |                 |                 |                 |                 |                 |                 |                 |                 |                 |                 |                 |                 |                 |                 |                 |                 |                 |                 |                 |                 |                 |                 |                 |                 |                 |                 |                 |                 |                 |                 |                 |                 |                 |               |               | Benedictus XIV | Benedictus XIV | Benedictus XIV | Benedictus XIV | Benedictus XIV |               |               |               |               |               |               |               |               |               |               |               |               |               |               |               |               |               |               |               |
| Pisa        |                 |                 |                 |                 |                 |                 |                 |                 |                 |                 |                 |                 |                 |                 |                 |                 |                 |                 |                 |                 |                 |                 |                 |                 |                 |                 |                 |                 |                 |                 |                 |                 |                 |                 |                 | Alexander V     | Alexander V     | Johannes XXIII  | Johannes XXIII  | Johannes XXIII  | Johannes XXIII  | Johannes XXIII  | Johannes XXIII  |                 |                 |                 |                 |                 |                 |                 |                 |               |               |                |                |                |                |                |               |               |               |               |               |               |               |               |               |               |               |               |               |               |               |               |               |               |               |
| Bazel       |                 |                 |                 |                 |                 |                 |                 |                 |                 |                 |                 |                 |                 |                 |                 |                 |                 |                 |                 |                 |                 |                 |                 |                 |                 |                 |                 |                 |                 |                 |                 |                 |                 |                 |                 |                 |                 |                 |                 |                 |                 |                 |                 |                 |                 |                 |                 |                 |                 |                 |                 |               |               |                |                |                |                |                |               |               |               |               |               |               |               |               |               |               | Felix V       | Felix V       | Felix V       | Felix V       | Felix V       | Felix V       | Felix V       | Felix V       | Felix V       |

- Bibliothèque nationale de France: cb12048374k (data)
- Gemeinsame Normdatei: 118541889
- International Standard Name Identifier: 0000 0001 2282 9117
- Library of Congress Control Number: nb2007017459
- Nationale Bibliotheek van Israël: 987007397566305171
- Nationale Bibliotheek van Polen: a0000003427237
- Nederlandse Thesaurus van Auteursnamen: 069477094
- Istituto Centrale per il Catalogo Unico: SBLV293893
- LIBRIS: 290267
- Système universitaire de documentation: 028701518
- Virtual International Authority File: 25394064

Cursief: tegenpaus